# Landschaftstyp
Der Begriff Landschaftstyp wird in der Ökologie als Synonym für Ökosystemtyp verwendet, zudem bisweilen als Oberbegriff für Ökozone, Biomtyp oder Zonobiom, Pflanzen-/Vegetationsformation und Vegetationszone. Demnach kann man z. B. „Feuchte Mittelbreiten“ (Ökozone), „Wald“, „Buchenwald“, „Hartlaubvegetation“ oder „Agrarlandschaft“ auch verallgemeinert als Landschaftstypen ansprechen.

## Konkrete Typisierungen

### Natur- und Landschaftsschutz
Naturschutzfachlich wird der Begriff im Bereich des Biotop- und Landschaftsschutzes für die Abgrenzung und Katalogisierung verschiedener Landschaften anhand naturräumlicher Grenzen, Flächennutzung sowie weiterer, für Teilgebiete geltende Landschaftsabgrenzungen verwendet. Die Landschaftstypen sind so definiert, dass die im Gelände leicht erkennbaren charakteristischen und landschaftsprägenden Elemente im Vordergrund stehen. Nicht offensichtlich erkennbare Landschaftsqualitäten werden nicht zur Typisierung herangezogen. Die Einzellandschaften werden aufgrund ähnlicher Ausprägung bestimmter Merkmale jeweils einem von 24 Landschaftstypen zugeordnet, die in die sechs Grundtypen Küstenlandschaft, waldreiche und Waldlandschaften, strukturreiche Kulturlandschaften, offene Kulturlandschaften, Bergbaulandschaft und Verdichtungsraum kategorisiert sind.

### Bundesamt für Naturschutz
Das Bundesamt für Naturschutz (BfN) hat in einer Bestandsaufnahme Deutschland in insgesamt 856 Landschaften aufgeteilt, die je einem von 28 Landschaftstypen zugerechnet werden, darunter 3 Typen Küstenlandschaften, 12 Waldlandschaften und waldreiche Landschaften, 8 Strukturreiche Kulturlandschaften und 3 Typen Offene Kulturlandschaften. Davon losgelöst werden die Landschaften ab einem Tagebauanteil von 10 % als Bergbaulandschaft typisiert und die 59 größten städtischen Ballungsräume werden jeweils als Verdichtungsraum typisiert. Die Grenzziehung ist, von den Verdichtungsräumen abgesehen, deutlich an die naturräumliche Gliederung im Handbuch der naturräumlichen Gliederung Deutschlands nebst Nachfolgepublikationen angelehnt. Indes sind konkrete Zuschneidung und Kategorisierung jeweils stark am Zuständigkeitsbereich des BfN ausgerichtet.